# Bene Aperdannier
Bene Aperdannier (* 1966 in Hamm) ist ein deutscher Jazzmusiker (Piano, Komposition).

## Leben
Aperdannier spielt seit seinem 13. Lebensjahr Klavier und gewann 1989 den ersten Preis beim Wettbewerb Jugend jazzt in Nordrhein-Westfalen. Im selben Jahr begann er sein Jazzstudium an der Hochschule der Künste Berlin mit dem Hauptfach Klavier, das er 1995 abschloss.
Aperdannier ist Mitbegründer von jazzIndeed, mit denen er zwischen 1996 und 2011 mehrere Alben einspielte, international tourte und den Studiopreis des Senats von Berlin erhielt. Er tourte mit Jocelyn B. Smith, Freundeskreis, Jessica Gall, Gleis 8, Gayle Tufts sowie mit Maren Kroymann, den Reality Brothers und Cultured Pearls oder Keith Tynes. Auch arbeitete er mit Max Herre, Die Fantastischen Vier, Till Brönner, Laura Lopez-Castro, Josefine Domes, Katie Melua, James Blunt, Ellie Goulding, James Morrison und Lisa Bassenge, sowie mit Udo Lindenberg, Nina Hagen,  Xavier Naidoo und Söhne Mannheims. 2010 war er als Keyboarder in der Live-Band der RTL-Show Let’s Dance tätig. Seit 2011 ist er Keyboarder/Pianist bei The Voice of Germany (PRO7/sat 1). 
Weiterhin ist er auf Tonträgern von Lily Dahab, Jazzanova, Ensemble du Verre, Dave Binney/Eric St. Laurent, Michael Schiefel Blaue Augen, Offshore Funk, Sun Electric, Stephan-Max Wirth (Dada Republic), Britta-Ann Flechsenhar, Stefan Leibinger oder Jazzkantine zu hören. Auch schrieb er Ballettmusik für die Choreographin Maguerite Donlon (Staatstheater Saarbrücken).
2013 wurde er als Professor für Klavier und Ensemble an die SRH Hochschule der populären Künste berufen.